# Rezerwat przyrody Jezioro Udzierz
Rezerwat przyrody Jezioro Udzierz – faunistyczny rezerwat przyrody na obszarze Kociewia w kompleksie leśnym Borów Tucholskich, na terenie gminy Osiek w województwie pomorskim. Został utworzony w 2000 roku. Powierzchnia rezerwatu wynosi 229,88 ha, wokół niego wyznaczono otulinę o powierzchni 244,82 ha. Ochronie rezerwatu podlega ekosystem akwenu jeziora Udzierz z okolicznym obszarem torfowiskowo-szuwarowo-łąkowym.
Jezioro jest ostoją ptactwa – stwierdzono tu występowanie 70 gatunków, w tym 34 lęgowych. Na terenie rezerwatu występuje ponad 500 gatunków roślin naczyniowych.
Najbliższe miejscowości to Blizawy i Udzierz.